# Six Nations 2000
Six Nations 2000 war die erste Ausgabe des jährlichen Rugby-Union-Turniers Six Nations, nachdem das Vorgängerturnier Five Nations um Italien erweitert worden war. An fünf Wochenenden vom 5. Februar bis zum 2. April 2000 fanden 15 Spiele statt. Turniersieger wurde England.

## Teilnehmer
| Land       | Stadion             | Stadt       | Trainer         | Kapitän                |
| ---------- | ------------------- | ----------- | --------------- | ---------------------- |
| England    | Twickenham Stadium  | London      | Clive Woodward  | Matt Dawson            |
| Frankreich | Stade de France     | Saint-Denis | Bernard Laporte | Fabien Pelous          |
| Irland     | Lansdowne Road      | Dublin      | Warren Gatland  | Keith Wood             |
| Italien    | Stadio Flaminio     | Rom         | Brad Johnstone  | Alessandro Troncon     |
| Schottland | Murrayfield Stadium | Edinburgh   | Ian McGeechan   | Leslie / Bryan Redpath |
| Wales      | Millennium Stadium  | Cardiff     | Graham Henry    | Dai Young              |

## Tabelle
|    | Land       | Spiele | Siege | Unent. | Ndlg. | Spiel- punkte | Diff. | Tabellen- punkte |
| -- | ---------- | ------ | ----- | ------ | ----- | ------------- | ----- | ---------------- |
| 1. | England    | 5      | 4     | 0      | 1     | 183:70        | + 113 | 8                |
| 2. | Frankreich | 5      | 3     | 0      | 2     | 140:92        | + 48  | 6                |
| 3. | Irland     | 5      | 3     | 0      | 2     | 168:133       | + 35  | 6                |
| 4. | Wales      | 5      | 3     | 0      | 2     | 111:135       | − 24  | 6                |
| 5. | Schottland | 5      | 1     | 0      | 4     | 95:145        | − 50  | 2                |
| 6. | Italien    | 5      | 1     | 0      | 4     | 106:228       | − 122 | 2                |

## Ergebnisse

### Erste Runde
| 5. Februar 2000 | Italien                                                                                      | 34 : 20         | Schottland                                                                                    | Stadio Flaminio, Rom Zuschauer: 24.000 Schiedsrichter: Jonathan Kaplan (Südafrika) |
| 5. Februar 2000 | Versuche: De Carli Erhöhungen: Domínguez Straftritte: Domínguez (6) Dropgoals: Domínguez (3) | (12:10) Bericht | Versuche: Bulloch Leslie Erhöhungen: Logan Townsend Straftritte: Townsend Dropgoals: Townsend | Stadio Flaminio, Rom Zuschauer: 24.000 Schiedsrichter: Jonathan Kaplan (Südafrika) |

| 5. Februar 2000 | England                                                                                  | 50 : 18        | Irland                                                                  | Twickenham Stadium, London Zuschauer: 75.000 Schiedsrichter: Steve Walsh (Neuseeland) |
| 5. Februar 2000 | Versuche: Cohen Tindall Healey Back Erhöhungen: Wilkinson (4) Straftritte: Wilkinson (4) | (25:3) Bericht | Versuche: Maggs Galwey Erhöhungen: Humphreys Straftritte: Humphreys (2) | Twickenham Stadium, London Zuschauer: 75.000 Schiedsrichter: Steve Walsh (Neuseeland) |

| 5. Februar 2000 | Wales                | 3 : 36        | Frankreich                                                                                                 | Millennium Stadium, Cardiff Zuschauer: 72.500 Schiedsrichter: Iain Ramage (Schottland) |
| 5. Februar 2000 | Straftritte: Jenkins | (3:9) Bericht | Versuche: Castaignède Magne Ntamack Erhöhungen: Lamaison (3) Straftritte: Lamaison (4) Dropgoals: Lamaison | Millennium Stadium, Cardiff Zuschauer: 72.500 Schiedsrichter: Iain Ramage (Schottland) |

### Zweite Runde
| 19. Februar 2000 | Wales                                                                                        | 47 : 16        | Italien                                                                                | Millennium Stadium, Cardiff Zuschauer: 72.500 Schiedsrichter: Iain Ramage (Schottland) |
| 19. Februar 2000 | Versuche: Quinnell Williams Bateman Howarth Erhöhungen: Jenkins (3) Straftritte: Jenkins (7) | (30:9) Bericht | Versuche: Visser Erhöhungen: Domínguez Straftritte: Domínguez (2) Dropgoals: Domínguez | Millennium Stadium, Cardiff Zuschauer: 72.500 Schiedsrichter: Iain Ramage (Schottland) |

| 19. Februar 2000 | Frankreich               | 9 : 15        | England                    | Stade de France, Saint-Denis Zuschauer: 79.310 Schiedsrichter: Stuart Dickinson (Australien) |
| 19. Februar 2000 | Straftritte: Dourthe (3) | (0:9) Bericht | Straftritte: Wilkinson (5) | Stade de France, Saint-Denis Zuschauer: 79.310 Schiedsrichter: Stuart Dickinson (Australien) |

| 19. Februar 2000 | Irland | 44 : 22         | Schottland                                                               | Lansdowne Road, Dublin Zuschauer: 40.000 Schiedsrichter: Joël Dumé (Frankreich) |
| 19. Februar 2000 | Versuche: O’Driscoll Humphreys Wood Horgan O’Kelly Erhöhungen: O’Gara (2) Humphreys (3) Straftritte: O’Gara (2) Humphreys | (13:10) Bericht | Versuche: Logan Metcalfe Graham Erhöhungen: Logan (2) Straftritte: Logan | Lansdowne Road, Dublin Zuschauer: 40.000 Schiedsrichter: Joël Dumé (Frankreich) |

### Dritte Runde
| 4. März 2000 | Schottland                                                           | 16 : 28        | Frankreich                                                                     | Murrayfield Stadium, Edinburgh Zuschauer: 67.500 Schiedsrichter: Steve Lander (England) |
| 4. März 2000 | Versuche: Nicol Erhöhungen: Paterson Straftritte: Logan Paterson (2) | (6:10) Bericht | Versuche: Magne (2) Castaignède Erhöhungen: Merceron Straftritte: Merceron (3) | Murrayfield Stadium, Edinburgh Zuschauer: 67.500 Schiedsrichter: Steve Lander (England) |

| 4. März 2000 | England                                                                                       | 46 : 12         | Wales                                   | Twickenham Stadium, London Zuschauer: 73.500 Schiedsrichter: Jim Fleming (Schottland) |
| 4. März 2000 | Versuche: Cohen Greening Hill Back Dallaglio Erhöhungen: Wilkinson Straftritte: Wilkinson (5) | (19:12) Bericht | Straftritte: Jenkins Dropgoals: Jenkins | Twickenham Stadium, London Zuschauer: 73.500 Schiedsrichter: Jim Fleming (Schottland) |

| 4. März 2000 | Irland                                                                                         | 60 : 13        | Italien                                                             | Lansdowne Road, Dublin Zuschauer: 40.000 Schiedsrichter: Derek Bevan (Wales) |
| 4. März 2000 | Versuche: Wood Dawson Dempsey O’Driscoll Horgan Erhöhungen: O’Gara (6) Straftritte: O’Gara (6) | (33:0) Bericht | Versuche: De Rossi Erhöhungen: Domínguez Straftritte: Domínguez (2) | Lansdowne Road, Dublin Zuschauer: 40.000 Schiedsrichter: Derek Bevan (Wales) |

### Vierte Runde
| 18. März 2000 | Italien                                       | 12 : 59        | England | Stadio Flaminio, Rom Zuschauer: 30.000 Schiedsrichter: Alan Lewis (Irland) |
| 18. März 2000 | Versuche: Martin Stoica Erhöhungen: Domínguez | (7:23) Bericht | Versuche: Healey (3) Cohen (2) Dawson (2) Strafversuch Erhöhungen: Wilkinson (5) Straftritte: Wilkinson (2) Dropgoals: Back | Stadio Flaminio, Rom Zuschauer: 30.000 Schiedsrichter: Alan Lewis (Irland) |

| 18. März 2000 | Wales                                                               | 26 : 18        | Schottland                                                         | Millennium Stadium, Cardiff Zuschauer: 72.500 Schiedsrichter: David McHugh (Irland) |
| 18. März 2000 | Versuche: Williams (2) Erhöhungen: Jones (2) Straftritte: Jones (4) | (13:3) Bericht | Versuche: Townsend Leslie Erhöhungen: Hodge Straftritte: Hodge (2) | Millennium Stadium, Cardiff Zuschauer: 72.500 Schiedsrichter: David McHugh (Irland) |

| 19. März 2000 | Frankreich                                                        | 25 : 27        | Irland                                                                     | Stade de France, Saint-Denis Zuschauer: 75.500 Schiedsrichter: Paul Honiss (Neuseeland) |
| 19. März 2000 | Versuche: Laussucq Erhöhungen: Merceron Straftritte: Merceron (6) | (13:7) Bericht | Versuche: O’Driscoll (3) Erhöhungen: O’Gara (3) Straftritte: Humphreys (2) | Stade de France, Saint-Denis Zuschauer: 75.500 Schiedsrichter: Paul Honiss (Neuseeland) |

### Fünfte Runde
| 1. April 2000 | Frankreich                                                                                       | 42 : 31         | Italien                                                                               | Stade de France, Saint-Denis Zuschauer: 77.000 Schiedsrichter: Pablo de Luca (Argentinien) |
| 1. April 2000 | Versuche: Penaud (2) Castaignède Pelous Benazzi Erhöhungen: Dourthe (4) Straftritte: Dourthe (3) | (20:17) Bericht | Versuche: Martin Troncon (2) Mazzucato Erhöhungen: Domínguez (4) Dropgoals: Domínguez | Stade de France, Saint-Denis Zuschauer: 77.000 Schiedsrichter: Pablo de Luca (Argentinien) |

| 1. April 2000 | Irland                                                      | 19 : 23        | Wales                                                                    | Lansdowne Road, Dublin Zuschauer: 40.000 Schiedsrichter: Andrew Cole (Australien) |
| 1. April 2000 | Versuche: Horgan Erhöhungen: O’Gara Straftritte: O’Gara (4) | (6:10) Bericht | Versuche: Jones Budgett Erhöhungen: Jones (2) Straftritte: Jones Jenkins | Lansdowne Road, Dublin Zuschauer: 40.000 Schiedsrichter: Andrew Cole (Australien) |

| 2. April 2000 | Schottland                                               | 19 : 13        | England                                                              | Murrayfield Stadium, Edinburgh Zuschauer: 67.500 Schiedsrichter: Clayton Thomas (Wales) |
| 2. April 2000 | Versuche: Hodge Erhöhungen: Hodge Straftritte: Hodge (4) | (9:10) Bericht | Versuche: Dallaglio Erhöhungen: Wilkinson Straftritte: Wilkinson (2) | Murrayfield Stadium, Edinburgh Zuschauer: 67.500 Schiedsrichter: Clayton Thomas (Wales) |

## Statistik

### Meiste erzielte Versuche
|    | Name               | Versuche |
| -- | ------------------ | -------- |
| 1. | Ben Cohen          | 5        |
| 1. | Austin Healey      | 5        |
| 1. | Brian O’Driscoll   | 5        |
| 4. | Shane Horgan       | 4        |
| 5. | Shane Williams     | 3        |
| 5. | Thomas Castaignède | 3        |

### Meiste erzielte Punkte
|    | Name            | Punkte |
| -- | --------------- | ------ |
| 1. | Jonny Wilkinson | 78     |
| 2. | Ronan O’Gara    | 63     |
| 3. | Diego Domínguez | 58     |